# Nouveau cimetière de Villemomble
Le nouveau cimetière de Villemomble est un des deux cimetières de la commune de Villemomble, avec le cimetière ancien de Villemomble. Il est situé avenue de Rosny.

## Historique
Le cimetière est endommagé le 8 août 1897, par une tornade survenue vers 13h15, renversant quelques tombes et monuments funéraires.

## Description
Le cimetière accueille un monument aux morts.

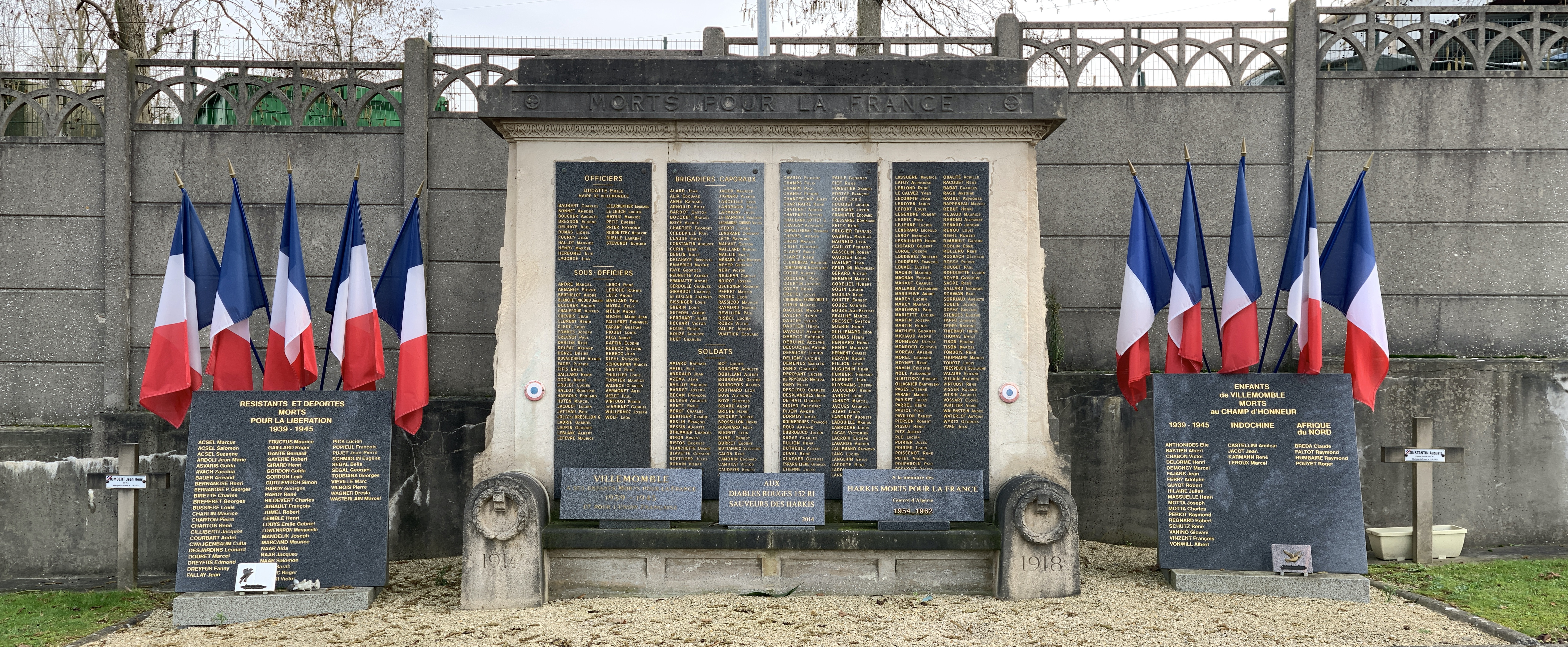
Monument aux morts.